# 南英男
南 英男（みなみ ひでお、1944年 - ）は、日本の作家。

## 来歴
東京生まれ。明治大学卒業後、雑誌編集者を経て作家となる 。1985年以降、警察小説を執筆する。『強請屋稼業』シリーズは累計130万部突破。全著作の累計は2300万部突破。

## 作品
- 裁き屋稼業シリーズ
  - 『渇望』実業之日本社、2002年7月
  - 『悪逆』実業之日本社、2003年2月
  - 『邪欲』実業之日本社、2003年8月
  - 『裁き屋稼業』実業之日本社、2021年12月

- 裏事件簿シリーズ
  - 『悪辣』実業之日本社、2006年6月
  - 『頽廃』実業之日本社、2006年12月

- 番外警視シリーズ
  - 『番外警視』文芸社、2012年6月
  - 『虫けらども』文芸社、2012年10月
  - 『悪徳』文芸社、2012年12月
- 密命警視シリーズ
  - 『密命警視』文芸社、2013年2月
  - 『処刑の儀式』文芸社、2013年4月
  - 『潜入』文芸社、2013年6月

- 私刑執行人シリーズ
  - 『私刑執行人』文芸社、2013年8月
  - 『隠蔽』文芸社、2013年10月
  - 『生贄』文芸社、2013年12月
  - 『暴挙』文芸社、2014年2月
- 『裏交渉人』文芸社、2014年4月
- 『裏金（ブラックマネー）』文芸社、2014年6月
- 『悪銭 Easy Money』文芸社、2014年8月
- 『番犬』文芸社、2014年10月
- 『密告　特命検事』文芸社、2015年4月
- 『残虐遊戯』文芸社、2015年6月
- 『射殺犯』文芸社、2015年8月
- 『素人刑事』文芸社、2015年10月
- 『市民刑事』文芸社、2015年12月
- 『刑事くずれ』実業之日本社、2016年1月
- 『復讐請負人』文芸社、2016年2月
- 『凄腕　復讐請負人』文芸社、2016年4月
- 闇刑事シリーズ
  - 『闇刑事』文芸社、2016年6月
  - 『身代金』文芸社、2016年8月
  - 『翻弄』文芸社、2016年10月
  - 『疑惑』文芸社、2016年12月
- 『裏捜査』実業之日本社、2016年8月
- 『切断魔』実業之日本社、2016年12月
- 特命警部シリーズ
  - 『特命警部』実業之日本社、2017年2月
  - 『特命警部　醜悪』実業之日本社、2017年4月
  - 『特命警部　狙撃』実業之日本社、2017年6月
  - 『特命警部　札束』実業之日本社、2017年8月
- 『猟奇犯　特捜刑事』文芸社、2017年2月
- 『無頼警部』文芸社、2017年4月
- 暴き屋稼業シリーズ
  - 『暴き屋稼業』文芸社、2017年6月
  - 『二重真相』文芸社、2017年8月
  - 『跳弾』文芸社、2017年10月
- 『敵対　反骨刑事』文芸社、2017年12月
- 『異端刑事』文芸社、2018年2月
- 『復讐の犬』実業之日本社、2018年2月
- 『報復捜査』文芸社、2018年4月
- 『冤罪捜査』文芸社、2018年6月
- 『奪還　警視庁極秘戦闘班』文芸社、2018年8月
- 『探偵刑事』実業之日本社、2018年8月
- 『複合監禁　警視庁極秘戦闘班』文芸社、2018年10月
- 『不敵刑事』文芸社、2018年12月
- 『冷酷　不敵刑事』文芸社、2019年2月
- 『追撃　不敵刑事』文芸社、2019年4月
- 捜査魂シリーズ
  - 『捜査魂』実業之日本社、2019年2月
  - 『強奪　捜査魂』実業之日本社、2019年4月
  - 『首謀者　捜査魂』実業之日本社、2019年6月

- 『新米女刑事』文芸社、2019年6月
- 『逃走　新米女刑事』文芸社、2019年8月
- 『潜伏　新米女刑事』文芸社、2019年10月
- 『罠の連鎖　三人の刑事』文芸社、2019年12月
- 『闘犬刑事』文芸社、2020年2月
- 『銃撃』文芸社、2020年4月
- 『断罪』文芸社、2020年6月
- 『生殺人映画』文芸社、2020年8月
- 強請屋稼業シリーズ
  - 『飼育者』実業之日本社、2019年10月
  - 『盗聴』実業之日本社、2020年2月
  - 『強欲』実業之日本社、2020年4月
  - 『脅迫』実業之日本社、2020年8月

- 警視庁極秘指令シリーズ
  - 『警視庁極秘指令』実業之日本社、2020年12月
  - 『謀殺遊戯』実業之日本社、2021年2月
  - 『偽装連鎖』実業之日本社、2021年6月
  - 『罠の女』実業之日本社、2021年8月